# Adolphe Bousquet
Adolphe René Bousquet (14 de agosto de 1899 — 17 de março de 1972) foi um jogador de rugby union francês, medalhista olímpico.

## Carreira
Durante a sua carreira desportiva, representou os clubes Stade Piscénois, Racing Club de France e AS Béziers Hérault. Seu maior sucesso no clube foi a atuação na final do campeonato francês com o Racing Club de France em 1920.
Participou duas vezes dos Jogos Olímpicos pela Seleção da França. No torneio de rugby union nos Jogos Olímpicos de Verão de 1920, disputado em 5 de setembro de 1920 no Estádio Olímpico, o time francês favorito perdeu para o time dos EUA por 8–0. Ele integrou a equipe que conquistou a medalha de prata nos Jogos Olímpicos de Verão de 1924 em Paris. Ele jogou as duas partidas da competição, nas quais os franceses derrotaram a Romênia por 61–3 no Stade de Colombes em 4 de maio, e duas semanas depois perderam para os EUA por 3–17.